# 傑夫·巴克斯特
「臭鼬」傑佛瑞·艾倫·巴克斯特（英語：Jeffrey Allen "Skunk" Baxter，1948年12月13日—）是美國吉他手，他知名於與兩個1970年代大團：史提利·丹和杜比兄弟共事。而近年來他成為了國防顧問，並擔任國會的導彈防禦諮詢委員會主席。

## 早年生涯
傑夫·巴克斯特於1948年出生於華盛頓哥倫比亞特區。他在1967年畢業於康乃狄克州沃特敦的塔夫特學校，而在學時，他是高年級樂團King Thunder and the Lightning Bolts的鼓手。1967年9月，巴克斯特在波士頓大學大眾傳播學院主修新聞學，同時繼續與當地樂團合作演出。

## 音樂生涯

### 事業早期
巴克斯特11歲時第一次加入樂團。儘管還是一名高中生，他於1966年在曼哈頓的曼尼音樂商店（Manny's Music Shop）工作。在那裡巴克斯特遇到了才剛開始出來擔任主唱與團長的吉他手吉米·亨德里克斯。在那段時間，巴克斯特與另一位曼尼音樂商店的員工藍迪·加利福尼亞加入了由亨德里克斯領導的樂團吉米·詹姆士和藍色火焰。在為了讀大學而搬到波士顿後，巴克斯特在當地樂器行工作，負責吉他技工和修理效果器。
巴克斯特第一次接觸廣大搖滾聽眾的經驗是他1968年成為迷幻搖滾樂團終極菠菜成員的時候，那時他們正在錄製《Ultimate Spinach III》，樂團第三張也是最後一張專輯。在樂團解散後，他也與民謠樂團The Holy Modal Rounders和歌手巴茲·林哈特合作。這時的他也開始使用「臭鼬」（"Skunk"）這個稱號，不過他從未表示過其由來。

### 與史提利·丹
在這之後巴克斯特搬到了洛杉磯，找到了一份錄音室吉他手的工作。1972年他與吉他手丹尼·迪亞士、吉他/貝斯手華特·貝克、歌手/鍵盤手唐納·費根、鼓手吉姆·哈德和歌手大衛·帕瑪成為了史提利·丹的創始成員。
巴克斯特參與了史提利·丹前三張專輯的錄製：1972年的《Can't Buy a Thrill》、1973年的《Countdown to Ecstasy》、和1974年的《Pretzel Logic》。

### 與杜比兄弟
在錄完《Pretzel Logic》後，巴克斯特意識到了貝克和費根打算放棄現場演出並轉往完全與錄音室樂手合作的模式。考慮到這一點，巴克斯特決定於1974年退團，然後加入當時正在為了宣傳第四張專輯《What Were Once Vices Are Now Habits》而在巡演中的杜比兄弟。他早先就以錄音室樂手身分為杜比兄弟專輯《The Captain and Me》貢獻了踏板鋼棒吉他部分。巴克斯特作為樂團正式成員參與的第一張專輯是1975年的《Stampede》，他為專輯貢獻了木吉他、踏板鋼棒吉他和主打單曲〈Take Me in Your Arms (Rock Me a Little While)〉的吉他獨奏。
在為宣傳《Stampede》的巡演做準備時，主唱湯姆·強斯頓卻因胃病住院。巴克斯特建議讓曾與他在史提利·丹共事的歌手/鍵盤手麥可·麥克唐納來暫時替補強斯頓的主唱之位，但由於強斯頓仍在康復中，麥克唐納很快就被邀請來做正式團員了。麥克唐納的歌聲與作曲和巴克斯特的爵士吉他風格將樂團帶往新的方向。他們在接下來的專輯《Takin' It to the Streets》和《Livin' on the Fault Line》皆取得了不錯的成績，1978年的《Minute by Minute》更只花五週就成為美國冠軍專輯，並擁有數首熱門歌曲。
巴克斯特與創團鼓手約翰·哈特曼於1979年初離團。

### 後期事業
巴克斯特後來回歸錄音室吉他手一職，為各種各樣的藝人工作，包括威利·迪維爾、布萊恩·亞當斯、霍伊特·阿克斯頓、艾瑞克·克萊普頓、吉恩·克拉克、雪瑞兒·可洛、佛萊迪·哈伯德、提姆·韋斯伯格、瓊妮·密契爾、瑞奇·尼爾森、桃莉·巴頓、卡莉·賽門、林哥·史達、吉恩·西蒙斯、洛·史都華、伯頓·康明斯、芭芭拉·史翠珊和唐娜·桑默。他也曾擔任艾爾頓·強、琳達·朗絲黛和比利·維拉和打手樂團的巡演樂手。
1982年，巴克斯特參與精靈合唱團專輯《The Thirteenth Dream》的錄製，該專輯在美國則更名為《Spirit of '84》。
1984年，巴克斯特為鮑比與午夜樂團的鮑勃·維爾、比利·克巴姆、鮑比·科克蘭、肯尼·葛蘭德尼和戴夫·加蘭德（Dave Garland）在紐澤西州巴賽克國會劇院的表演中演奏鍵盤。同年，他也為午夜樂團的專輯《Where the Beat Meets the Street》貢獻吉他、合成器與製作。另外巴克斯特也在詹姆士·布朗和馬西歐·帕克的1986年北美巡迴演唱會中客串了幾場。
巴克斯特與約翰·恩特維斯托、乔·沃尔什、基斯·愛默生、賽門·菲利普斯和相對不出名的主唱瑞克·利文斯頓（Rick Livingstone）組成了超級樂團The Best，樂團只釋出了一場在日本的演出影片後就解散了。他也為拿撒勒、卡爾·威爾森、利文斯頓·泰勒、投機者樂團、鮑伯·沃爾奇和尼爾斯·洛夫格倫等藝人與樂團擔任專輯製作人。1991年，巴克斯特在前往世界各地去採訪他所欽佩的吉他手們後，他製作了紀錄片《Guitar》（有發行錄影帶和雷射CD）。
1997年，巴克斯特為喜劇電影《笨賊高手》（The Curse of Inferno）製作配樂。
巴克斯特也持續著錄音室樂手的工作，參與的作品其中有平克·佛洛伊德和史密斯飛船的致敬專輯、布萊恩·奧格的《Language of the Heart》和海灘男孩的《That's Why God Made the Radio》。另外他偶爾會與前匈牙利駐美大使安德拉斯·西蒙尼（András Simonyi）、前美國駐南韓大使亞歷山大·佛希保（Alexander Vershbow）、前國安會委員和歐巴馬政府的能源副部長丹尼爾·B·波曼（Daniel B. Poneman）、前美國政治軍事事務國務卿助理林肯·布倫菲爾德（Lincoln Bloomfield）組成的樂團The Coalition of the Willing一起演出。2007年6月19日，巴克斯特與白宫新闻秘书羅伯特·斯諾組成的Beats Workin'在白宮南草坪舉行的國會野餐會一同表演。
2011年，C·J·范斯頓在接受JBL的彼得·柴金（Peter Chaikin）的採訪時提及他與巴克斯特的合作專輯《Skunk》。

### 其他媒體

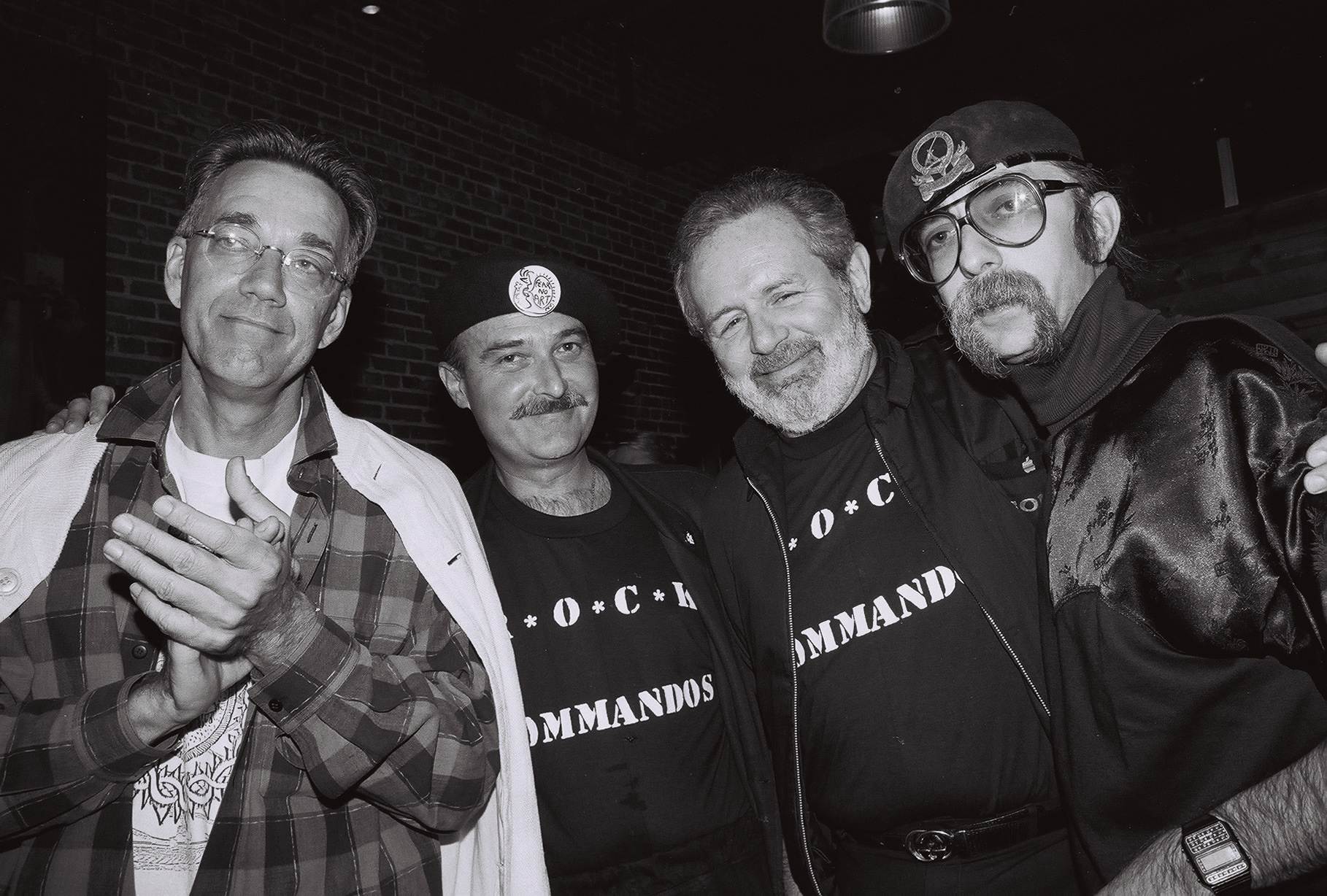
1985年，巴克斯特與朋友拍完紀錄片後在洛杉磯一處俱樂部前的合照，左至右：雷·曼札克、Mr. Bonzai、克里斯·史東和巴克斯特

1978年，巴克斯特以杜比兄弟成員身分出現在情景喜剧節目《What's Happening!!》的《Doobie or Not Doobie》一集中出現。
在這之後巴克斯特為許多電視動畫系列、節目和電影創作配樂，如電影《學校風雲》（1982年，貢獻原聲帶中的〈You Better Not Step Out of Line〉和〈Suburbanite〉二曲）、兒童節目《妙人怪談》（1987年，為《Tons of Fun》一集作曲）、電影《愛上羅姍》（1987年，創作並製作了原聲帶中的〈Party Tonight〉和〈Can This Be Love〉二曲）、青春校園喜劇《飛越比佛利》（1990年，為《The Green Room》一集作曲）、兒童動畫節目《雪莉·杜瓦的床邊故事》（1993年，為《Bootsie Barker Bites/Ruby the Copycat》一集作曲）、動畫系列《一家之主》（1997年，為三集作曲：《Peggy the Boggle Champ》、《Hank's Unmentionables Problem》和《Square Peg》）、《藍調兄弟》的動畫系列（1997年）和電影《笨賊高手》（1997年）等。
他也出現在許多紀錄片中，有《Guitar》（1991年）、《The History of Rock 'N' Roll》，第7集和第8集（1995年）、《American Bandstand's 40th Anniversary Special》（1995年）、《The Making of 'Blues Brothers 2000'》（1998年）、《Jan & Dean: The Other Beach Boys》（2002年）、《Overnight》（2003年）、《Amazing Journey: The Story of The Who》（2007年）、《The Doobie Brothers: Let the Music Play》（2012年）、《Emerson》（2013年）和《Turn It Up!》（2013年）。

## 國防顧問事業

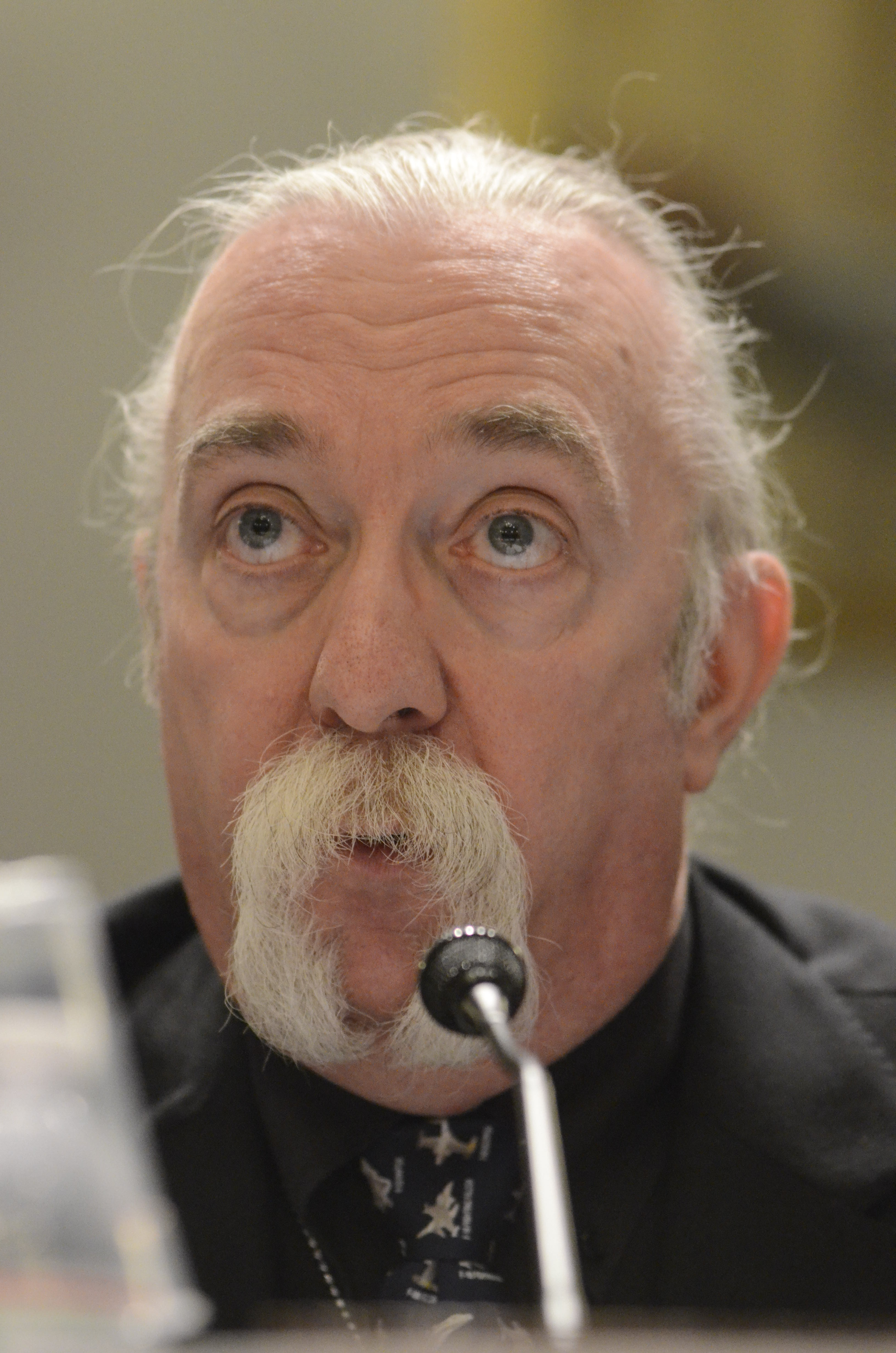
2012年5月8日，巴克斯特在華盛頓特區向動植物衛生檢驗署和美國眾議院自然資源委員會對《零售商和娛樂業者雷斯法案實施與執行公平法》和《免於過度犯罪和不公正扣押法》作證詞

巴克斯特可說是偶然地找到了他的第二專業。1980年代中期，他對音樂錄製技術的興趣使他對最初為軍事用途而開發的硬件和軟件，特別是數據壓縮算法和大容量存儲設備產生了疑問。他的隔壁鄰居是一位曾從事響尾蛇飛彈計劃的退休工程師。這位鄰居給巴克斯特訂閱了《航空週刊》雜誌，激起了他對其他軍事書籍、特別是導彈防禦系統的興趣。他在自學這方面的知識後，並寫了一篇長達五頁的論文，提議將艦載的神盾防空導彈設置為最基本的導彈防禦系統。他將論文交給了加州的共和黨眾議員达纳·罗拉巴克後，他的軍事顧問生涯也由此展開。
在幾位有影響力的國會山莊議員的支持下，巴克斯特經過一系列安檢後，獲得了處理機密工作的權限。1995年，時任眾議院軍事研究與發展小組委員會主席的賓州共和黨眾議員柯特·韋爾登提名巴克斯特為導彈防禦平民諮詢委員會主席。
在與巴克斯特的合作之下，五角大樓的導彈防禦署與國家地理空間情報局簽署了顧問合約。他為美國國防部、情報界以及面向國防的製造商提供顧問服務，如科學應用國際公司、諾斯洛普·格魯曼公司、通用動力和通用原子能公司。他表示政府尋求他協助的主要原因是因為他對恐怖主義的非常規思維方式與他對技術的興趣有關。
巴克斯特說：「當我們認為黑膠唱片機只是拿來放唱片用的時候，饒舌歌手們卻把它當作樂器使用；我們一直以為飛機只是拿來載人而已，直到恐怖份子發現可以把飛機當作飛彈來用，我最大的工作就是研究現有技術並了解它們是否有其他使用方式，而這是經常在音樂界發生、也恰恰是恐怖分子非常擅長的事情。」
巴克斯特也參與公開辯論，並出現在CNN和福斯新聞頻道來倡導導彈防禦。他曾擔任負責Americans for Missile Defense的首席發言人，該組織致力於推廣導彈防禦。
2000年，巴克斯特曾想向布拉德·舍曼競爭加利福尼亞州第24選舉區的議員之位，但考慮到該區民主黨佔優勢而最終決定不參選。
2005年4月，他加入了NASA太空探索遠景計畫的勘探系統諮詢委員會。

## 外部連結
- 引用了2006年白宮記者協會晚宴的Editor & Publisher文章
- NASA成立勘探系統諮詢委員會 （页面存档备份，存于），NASA.gov
- 傑夫·巴克斯特在《今日秀》的訪談 （页面存档备份，存于）（2005年12月），MSNBC.com
- Beets, Greg. . Austin Chronicle. March 14, 2003  [September 5, 2017]. （原始内容存档于2020-09-25）.
- 傑夫·巴克斯特的訪談 （页面存档备份，存于） (2001)，NAMM口述歷史計劃（英语：NAMM Oral History Program）